# La Devise
La Devise – gmina we Francji, w regionie Nowa Akwitania, w departamencie Charente-Maritime. W 2013 roku liczba ludności wynosiła 1088 mieszkańców. 
Gmina została utworzona 1 stycznia 2018 roku z połączenia trzech ówczesnych gmin: Chervettes, Saint-Laurent-de-la-Barrière oraz Vandré. Siedzibą gminy została miejscowość Vandré.